# Journée nationale du Chahid
 (mars 2023).
Si vous disposez d'ouvrages ou d'articles de référence ou si vous connaissez des sites web de qualité traitant du thème abordé ici, merci de compléter l'article en donnant les références utiles à sa vérifiabilité et en les liant à la section « Notes et références ».
La journée nationale du Chahid en Algérie est une commémoration annuelle en hommage aux milliers d'Algériens qui ont sacrifié leur vie pour l'indépendance du pays. Elle est célébrée le 18 février de chaque année.

## Historique
La journée nationale du Chahid est une commémoration pour honorer les combattants morts pendant la Guerre d'Algerie, qui a conduit à l'indépendance du pays le 5 juillet 1962. Cette journée a été instaurée en 1990 et est l'une des principales manifestations de l'identité nationale algérienne.
La date du 18 février a été choisie en référence à la création de l'Organisation spéciale (OS) en 1947.

## Affiches officielle
Le comité national de préparation de la célébration des jours et des fêtes nationales en Algérie crée chaque année des affiches officielles pour célébrer cette journée. Ces affiches sont largement diffusées à travers le pays sur la télévision, les pages Facebook de la présidence algérienne et également dans les journaux.